# Hoplodactylus delcourti
Espèce
Statut de conservation UICN

 EX  : Éteint
Statut CITES
Le Gecko de Delcourt, Gecko géant de Delcourt ou Kawekaweau (Hoplodactylus delcourti), est une espèce éteinte de gecko de la famille des Diplodactylidae. Le 19 juin 2023 Heinicke et al. suggèrent de renommer Hoplodactylus delcourti en Gigarcanum delcourti à la suite de nouvelles études génétiques.

## Répartition
Cette espèce était considérée comme endémique de Nouvelle-Zélande jusqu'en 2023 où une nouvelle étude le rapprocherait des genres Mniarogekko et Eurydactylodes, endémiques de Nouvelle-Calédonie.

## Description

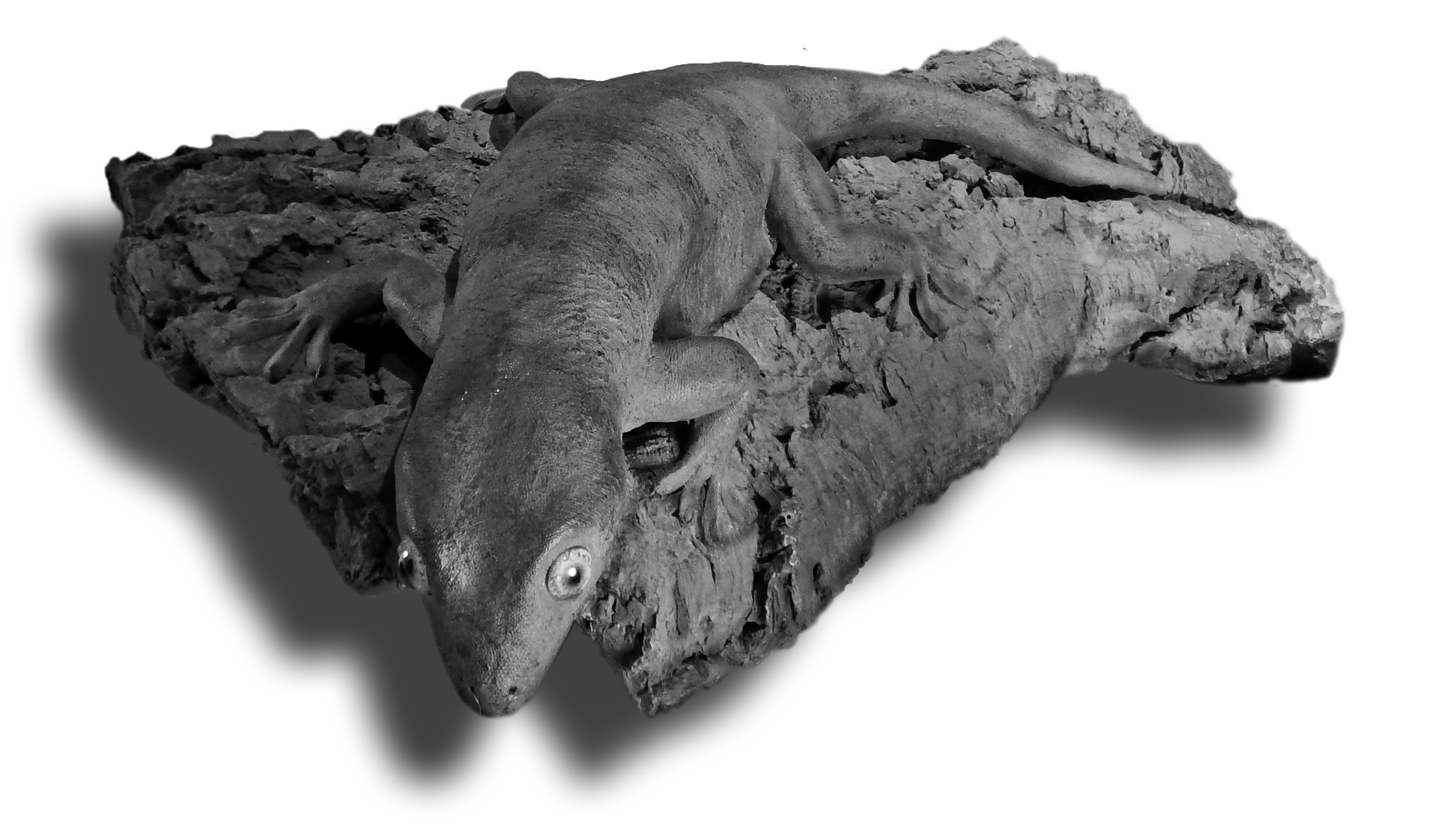
Reconstitution d'un Gecko de Delcourt (Muséum d'histoire naturelle de Lille) (MHNL).

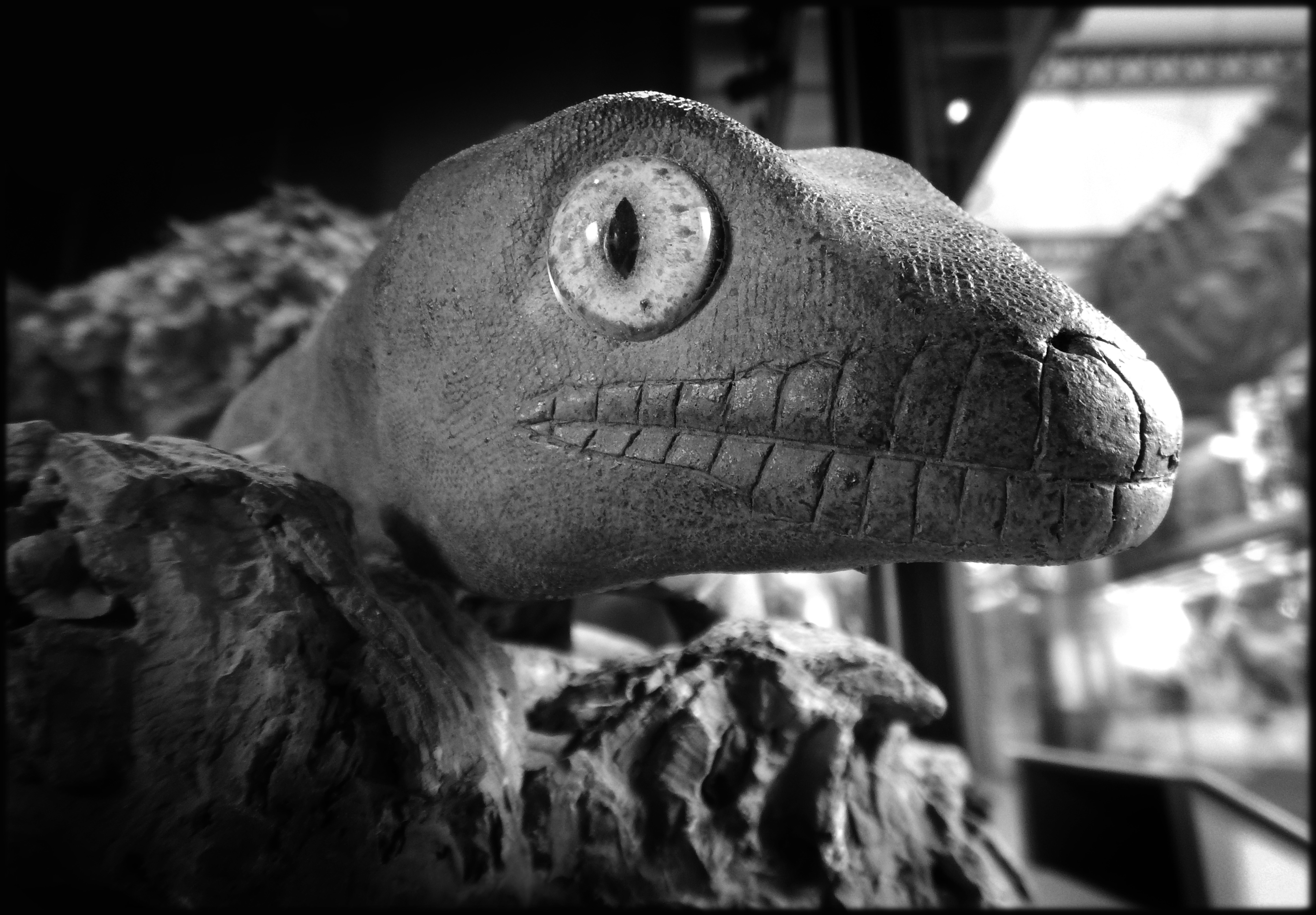
Gecko de Delcourt ; reconstitution conservée au MHNL.

Cette espèce a été décrite à partir d'un spécimen unique du début du XVIIe siècle, aujourd'hui conservé au muséum d'histoire naturelle de Marseille. 
Ce spécimen mesure 370 mm de longueur du museau au cloaque.
Il semble avoir été observé par diverses personnes jusqu'à la fin des années 1800, dont le célèbre navigateur James Cook lors d'une escale en Nouvelle-Zélande ; ces diverses observations lui attribuent une taille atteignant 60 cm, soit près de deux fois les plus grands geckos actuels.

## Étymologie
Cette espèce est nommée en l'honneur d'Alain Delcourt, un assistant du muséum de Marseille, qui a envoyé la photographie du spécimen conservé à Marseille aux zoologistes Bauer et Russell, qui ont identifié cette espèce inconnue jusqu'alors.

## Publication originale
- (en) Bauer & Russell, 1986  Hoplodactylus delcourti n. sp. (Reptilia: Gekkonidae), the largest known gecko. New Zealand Journal of Zoology, vol. 13, p. 141-148 (texte intégral).